# 切爾卡夏尼
50°10′45″N 33°31′22″E / 50.17917°N 33.52278°E
切爾卡夏尼（烏克蘭語：Черкащани），是烏克蘭的村落，位於該國中部波爾塔瓦州，由米爾哥羅德區負責管轄，距離別茲沃季夫卡和皮薩里夫卡1公里，海拔高度148米，2001年人口524。